# La Gonterie-Boulouneix
La Gonterie-Boulouneix est une ancienne commune française située dans le département de la Dordogne, en région Nouvelle-Aquitaine.
Au 1er janvier 2019, elle est intégrée à la commune nouvelle (élargie) de Brantôme en Périgord en tant que commune déléguée.

## Géographie

### Généralités

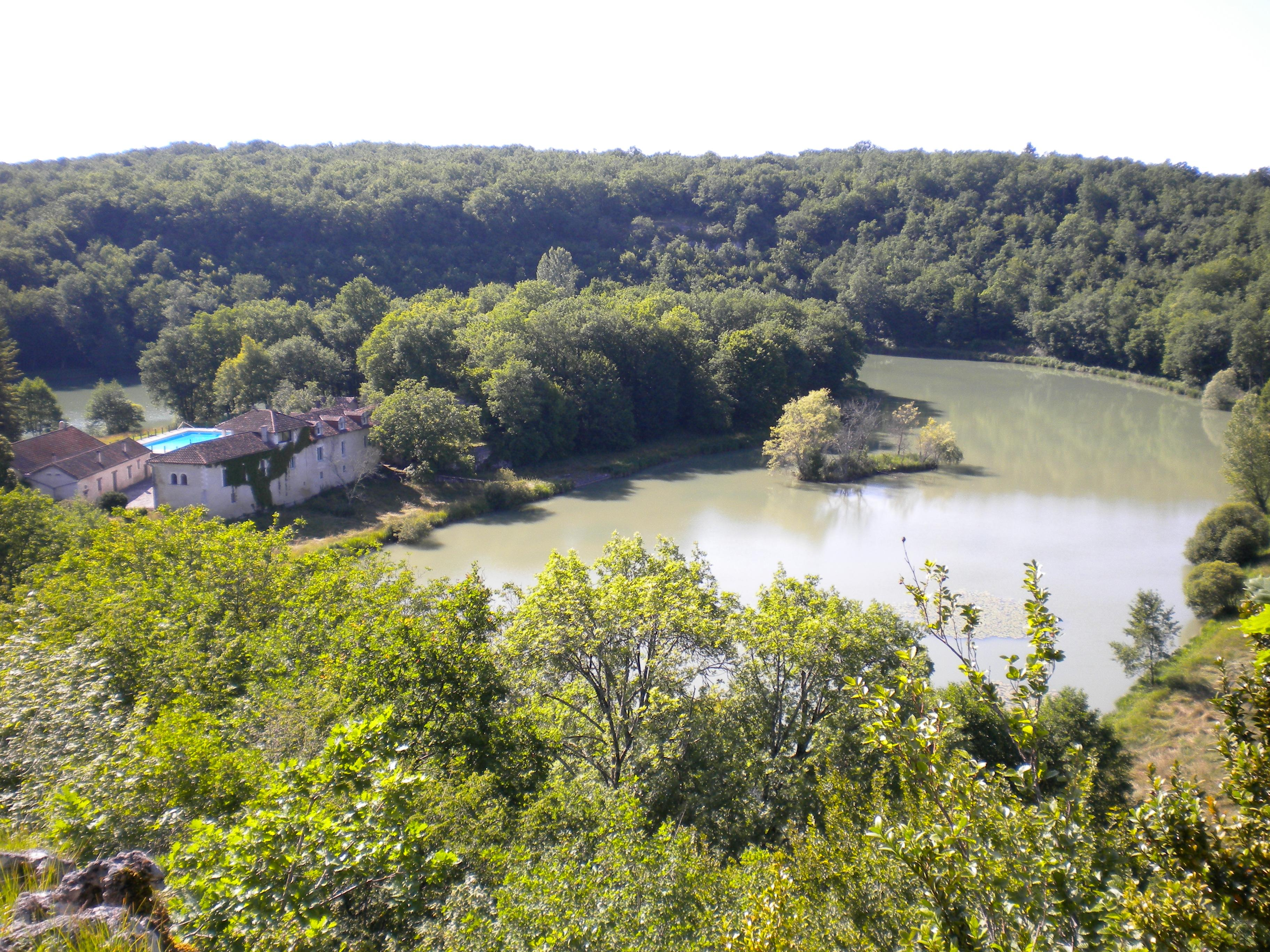
La retenue du Boulou à la Tabaterie.

Localisée au nord-ouest du département de la Dordogne, la commune déléguée de La Gonterie-Boulouneix s'étend sur 11,79 km2. Elle est bordée à l'ouest par un affluent de la Dronne, le Boulou, qui lui sert en trois tronçons de limite naturelle avec Saint-Félix-de-Bourdeilles, Léguillac-de-Cercles et Paussac-et-Saint-Vivien. Son principal affluent, le Belaygue, traverse la commune du nord-est au sud-ouest, arrosant le village de Belaygue et bordant celui de Boulouneix.
Du nord-est au sud-ouest (en passant par le nord), la commune est limitrophe du parc naturel régional Périgord-Limousin.
L'altitude minimale, 100 m, se situe au sud-ouest, au confluent du Belaygue et du Boulou. Le point culminant avec 202 m se trouve au nord-est, au nord du lieu-dit chez Jaumelet, à 200 m environ de la commune de Saint-Crépin-de-Richemont. Sur le plan géologique, le sol se compose principalement de calcaires du Crétacé, et à l'est, de sables, d'argiles ou de graviers du Pléistocène.
Le bourg de La Gonterie-Boulouneix est situé, en distances orthodromiques, 5 km au nord-ouest de Brantôme et 17 km au sud-sud-ouest de Nontron. Il est implanté à l'écart des routes importantes. La principale voie d'accès demeure, 1,5 km au nord, la route départementale 939 (axe La Rochelle - Périgueux, ancienne route nationale 139).
Le sud de la commune est parcouru par le sentier de grande randonnée GR 36 qui passe au village de Boulouneix et suit le cours du Belaygue.

### Communes limitrophes

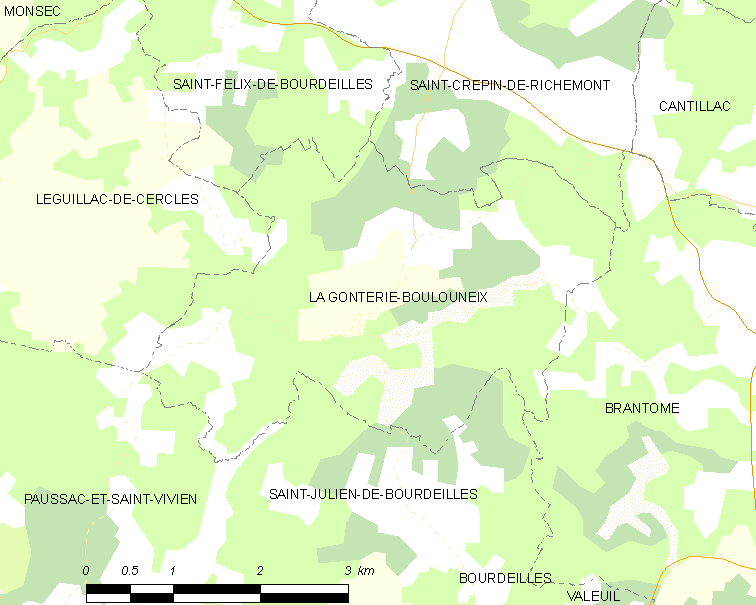
Carte de La Gonterie-Boulouneix et des communes avoisinantes en 2015, avant la création des communes nouvelles de Brantôme en Périgord et Mareuil en Périgord.

En 2018, année précédant son intégration à la commune nouvelle de Brantôme en Périgord, La Gonterie-Boulouneix était limitrophe de cinq autres communes. Au nord-est, son territoire était distant d'environ 550 mètres de celui de Cantillac.
| Saint-Félix-de-Bourdeilles | Saint-Crépin-de-Richemont |                      |
| Mareuil en Périgord        | La Gonterie-Boulouneix    |                      |
| Paussac-et-Saint-Vivien    |                           | Brantôme en Périgord |

### Milieux naturels et biodiversité

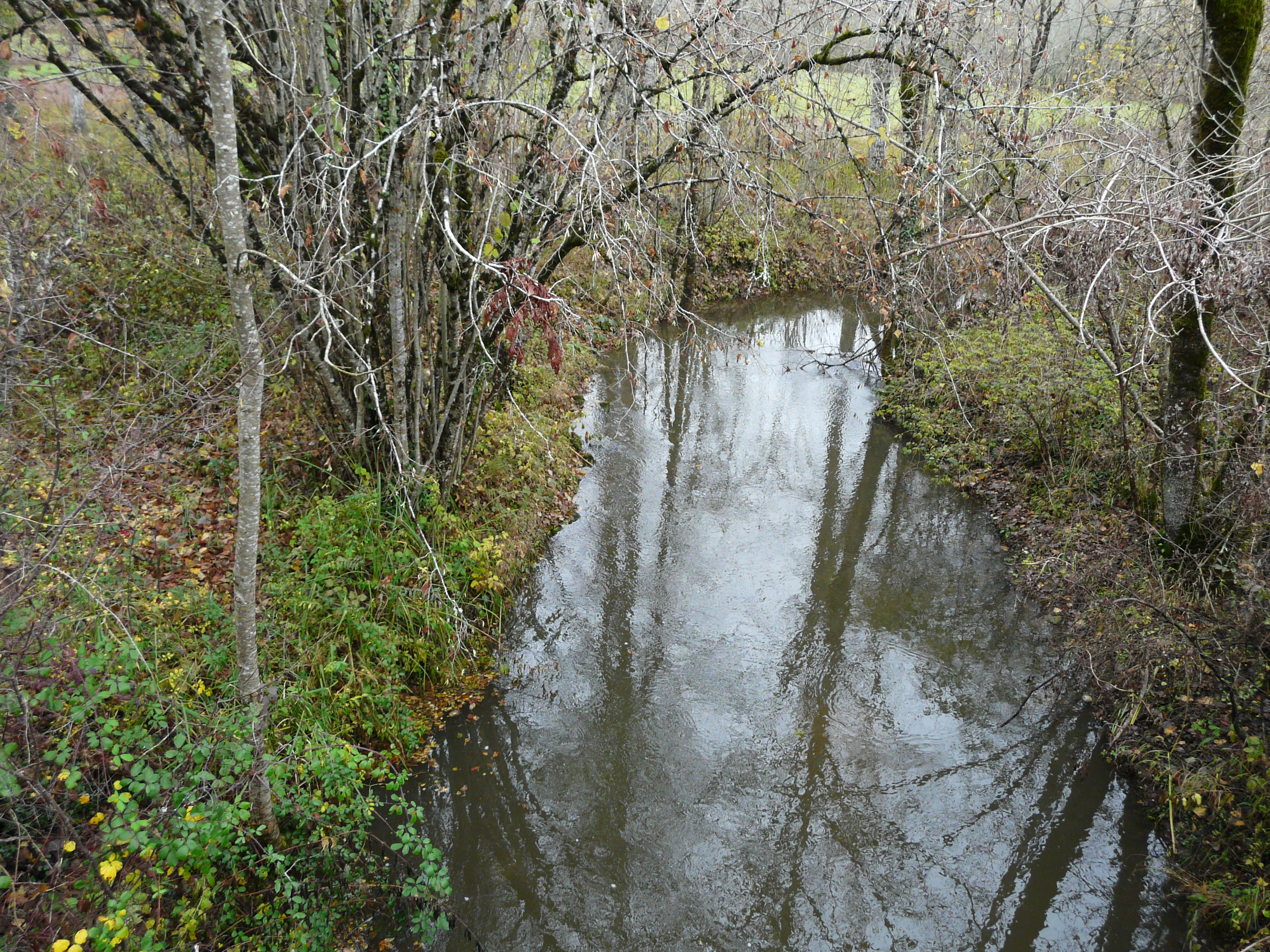
Le Boulou entre les Quatre Fonts et les Guichards, en limite de Paussac-et-Saint-Vivien (à gauche) et Saint-Julien-de-Bourdeilles.

À l'ouest sur environ six kilomètres, le Boulou ainsi que sa vallée, ses coteaux et son affluent le Belaygue, forment une zone naturelle d'intérêt écologique, faunistique et floristique (ZNIEFF) de type I « Réseau hydrographique et coteaux du Boulou aval », présentant une importante variété faunistique sur La Gonterie-Boulouneix et six autres communes ou anciennes communes,.
Trente espèces déterminantes y sont répertoriées :
- dix insectes : l'Agrion de Mercure (Coenagrion mercuriale), l'Azuré de la faucille (Cupido alcetas), l'Azuré du serpolet (Phengaris arion), le Cordulégastre annelé (Cordulegaster boltonii), le Cuivré des marais (Lycaena dispar), le Damier de la succise (Euphydryas aurinia), le Gomphe vulgaire (Gomphus vulgatissimus), le Lepture erratique (Judolia erratica (en)), l'Onychogomphe à crochets (Onychogomphus uncatus) et le Petit mars changeant (Apatura ilia) ;
- sept mammifères : la Genette commune (Genetta genetta), la Loutre d'Europe (Lutra lutra), le Vison d'Europe (Mustela lutreola), ainsi que quatre espèces de chauves-souris : Grand rhinolophe (Rhinolophus ferrumequinum), Noctule commune (Nyctalus noctula), Petit rhinolophe (Rhinolophus hipposideros) et Vespertilion de Bechstein (Myotis bechsteinii) ;
- sept oiseaux : le Cincle plongeur (Cinclus cinclus), le Faucon pèlerin (Falco peregrinus), le Hibou moyen-duc (Asio otus), le Moineau soulcie (Petronia petronia), le Pic mar (Dendrocopos medius), le Pic noir (Dryocopus martius) et le Pigeon colombin (Columba oenas).
- cinq amphibiens : l'Alyte accoucheur (Alytes obstetricans), la Grenouille rousse (Rana temporaria), le Pélodyte ponctué (Pelodytes punctatus), la Rainette verte (Hyla arborea), le Sonneur à ventre jaune (Bombina variegata) et le Triton marbré (Triturus marmoratus) ;
- une tortue, la Cistude (Emys orbicularis).

Deux plantes rares :  la Colchique d'automne (Colchicum autumnale) et la Fritillaire pintade (Fritillaria meleagris), y sont également présentes.
De très nombreuses autres espèces animales ou végétales y ont été recensées : cinq amphibiens, cinq reptiles, 69 oiseaux, 307 insectes ainsi que 40 plantes.
Cette ZNIEFF, tout comme la ZNIEFF « Réseau hydrographique et coteaux du Boulou amont », fait partie d'une ZNIEFF de type II plus vaste « Vallée et coteaux du Boulou » représentant la quasi-totalité du cours du Boulou, depuis sa source jusqu'à la route départementale 106, située 200 mètres avant sa confluence avec la Dronne,.
La vallée du Boulou représente « un intérêt national » par la « richesse exceptionnelle » en espèces d'insectes — notamment en Lépidoptères et en Odonates — répertoriées dans les trois ZNIEFF de ce cours d'eau.

## Urbanisme

### Villages, hameaux et lieux-dits
Outre le bourg de La Gonterie-Boulouneix proprement dit, le territoire se compose d'autres villages ou hameaux, ainsi que de lieux-dits :
- Belaygue
- le Bernard
- Boulouneix
- Champat
- Champèbre
- Champtonie
- la Chataignade
- Chenoles
- le Clos du Pont
- le Coudert
- l'Étang
- Garelias
- la Grave
- chez Jaumelet
- le Maine
- Marquisat
- la Négrerie
- Palange
- la Plagne
- la Suchonie
- les Sudries
- Tabaterie
- le Terme Rouge.

## Toponymie
La première mention écrite connue de Boulounieix date du XIIIe siècle dans un pouillé sous la forme Bolones, suivie en 1360 de la graphie Boloneys. Ce nom est probablement dérivé de celui de son cours d'eau principal, le Boulou. Le toponyme de La Gonterie a pour origine un nom de personne, Gonthier, d'origine germanique, signifiant « domaine de Gonthier ».
En occitan, la commune porte le nom de La Gontariá e Bolonés.

## Histoire
En bordure du Boulou, les abris de Tabaterie ont révélé de nombreux outils et armes préhistoriques remontant au Moustérien.
En 1806, l'ancienne commune de Belaygue fusionne avec celle de Boulouneix, cette dernière prenant en 1912 le nom de La Gonterie-Boulouneix.
Au 1er janvier 2019, la commune fusionne avec six autres communes pour former la commune nouvelle (élargie) de Brantôme en Périgord. À cette date, les sept communes fondatrices deviennent communes déléguées.

## Politique et administration

### Rattachements administratifs
Les communes de Boulouneix et de Belaygue ont, dès 1790, été rattachée au canton de Saint Félix qui dépendait du district de Nontron. En 1795, les districts sont supprimés. En 1801, le canton de Saint Félix est supprimé, et les deux communes sont rattachées au canton de Champagnac-de-Bel-Air dépendant de l'arrondissement de Nontron.
Boulouneix absorbe la commune de Belaygue en 1806 et prend le nom de La Gonterie-Boulouneix en 1912. La Gonterie-Boulouneix avait la particularité d'être séparée des autres communes du canton de Champagnac-de-Belair par les communes de Saint-Crépin-de-Richemont (canton de Mareuil) et de Brantôme (canton de Brantôme).
Dans le cadre de la réforme de 2014 définie par le décret du 21 février 2014, ce canton disparaît aux élections départementales de mars 2015. La commune est alors rattachée au canton de Brantôme, renommé canton de Brantôme en Périgord en 2020.

### Intercommunalité
En 1999, La Gonterie-Boulouneix rejoint la communauté de communes du Pays de Champagnac-en-Périgord créée trois ans plus tôt. Celle-ci disparaît le 31 décembre 2013, remplacée au 1er janvier 2014 par une nouvelle intercommunalité élargie, la communauté de communes Dronne et Belle.

### Administration municipale
La population de la commune étant comprise entre 100 et 499 habitants au recensement de 2011, onze conseillers municipaux ont été élus en 2014,. Ceux-ci sont membres d'office du  conseil municipal de la commune nouvelle de Brantôme en Périgord, jusqu'au renouvellement des conseils municipaux français de 2020.

### Liste des maires puis maires délégués
| Période                                  | Période       | Identité                  | Étiquette | Qualité                         |
| ---------------------------------------- | ------------- | ------------------------- | --------- | ------------------------------- |
| Les données manquantes sont à compléter. |               |                           |           |                                 |
|                                          |               |                           |           |                                 |
| (1947 ou avant)                          | 1965          | Julien Coussy (ou Coussi) |           |                                 |
| 1965                                     | mars 1989     | Marc Compagnaud           |           |                                 |
| mars 1989                                | février 2002  | Bernard Trigolet          |           |                                 |
| février 2002                             | décembre 2018 | Jean-Jacques Lagarde      | SE        | Entrepreneur de travaux publics |

| Période                          | Période  | Identité             | Étiquette | Qualité                         |
| -------------------------------- | -------- | -------------------- | --------- | ------------------------------- |
| janvier 2019 (réélu en mai 2020) | En cours | Jean-Jacques Lagarde | SE        | Entrepreneur de travaux publics |

### Instances judiciaires
Dans les domaines judiciaire et administratif, La Gonterie-Boulouneix relève : 
- du tribunal d'instance, du tribunal de grande instance, du tribunal pour enfants, du conseil de prud'hommes, du tribunal de commerce et du tribunal paritaire des baux ruraux de Périgueux ;
- de la cour d'assises et du tribunal des affaires de Sécurité sociale de la Dordogne ;
- de la cour d'appel, du tribunal administratif et de la cour administrative d'appel de Bordeaux.

## Démographie
La commune de Belaygue fusionne avec Boulouneix en 1806. La commune prend le nom de La Gonterie-Boulouneix en 1912.

### Démographie de Belaygue
| 1793 | 1800 | 1806 |
| ---- | ---- | ---- |
| 91   | 76   | -    |

### Démographie de Boulouneix, puis de La Gonterie-Boulouneix
Les habitants de La Gonterie-Boulouneix se nomment les Gontariaux.
En 2018, dernière année en tant que commune indépendante, La Gonterie-Boulouneix comptait 253 habitants. À partir du XXIe siècle, les recensements des communes de moins de 10 000 habitants ont lieu tous les cinq ans (2005, 2010, 2015 pour La Gonterie-Boulouneix). Depuis 2006, les autres dates correspondent à des estimations légales.
Au 1er janvier 2022, la commune déléguée de La Gonterie-Boulouneix compte 228 habitants.
| 1793 | 1800 | 1806 | 1821 | 1831 | 1836 | 1841 | 1846 | 1851 |
| ---- | ---- | ---- | ---- | ---- | ---- | ---- | ---- | ---- |
| 498  | 495  | 564  | 570  | 618  | 653  | 651  | 656  | 680  |

| 1856 | 1861 | 1866 | 1872 | 1876 | 1881 | 1886 | 1891 | 1896 |
| ---- | ---- | ---- | ---- | ---- | ---- | ---- | ---- | ---- |
| 673  | 661  | 608  | 594  | 600  | 569  | 527  | 541  | 502  |

| 1901 | 1906 | 1911 | 1921 | 1926 | 1931 | 1936 | 1946 | 1954 |
| ---- | ---- | ---- | ---- | ---- | ---- | ---- | ---- | ---- |
| 477  | 510  | 508  | 406  | 375  | 359  | 331  | 300  | 259  |

| 1962 | 1968 | 1975 | 1982 | 1990 | 1999 | 2005 | 2006 | 2010 |
| ---- | ---- | ---- | ---- | ---- | ---- | ---- | ---- | ---- |
| 220  | 222  | 214  | 237  | 195  | 234  | 237  | 240  | 241  |

| 2015 | 2018 | - | - | - | - | - | - | - |
| ---- | ---- | - | - | - | - | - | - | - |
| 248  | 253  | - | - | - | - | - | - | - |

## Économie
Les données économiques de La Gonterie-Boulouneix sont incluses dans celles de la commune nouvelle de Brantôme en Périgord.

## Culture locale et patrimoine

### Lieux et monuments
- Gisement paléolithique de Tabaterie, classé monument historique depuis 1909[26].
- Église Saint-Côme-et-Saint-Damien de Boulouneix[27]., romane du XIIe siècle, inscrite aux monuments historiques depuis 1946[28].
- Église Notre-Dame de La Gonterie[27], du XVIIIe siècle.
- Vestiges du prieuré Saint-Jean de Belaygue[27], du XIIe siècle, inscrit depuis 1948[29]. Il s'agissait d'un prieuré de moniales bénédictines dépendant de l'abbaye de Ligueux, qui n'était plus occupé, avant la Révolution, que par trois religieuses et un chapelain[30]. Vendu en 1809, il a servi de carrière de pierres[30].
- Chartreuse de la Gonterie, bâtie vers 1750[31].
- Chartreuse de la Nègrerie[32].
- Depuis juin 2022, une rue a été renommée la « rue Sans Nom »[33].

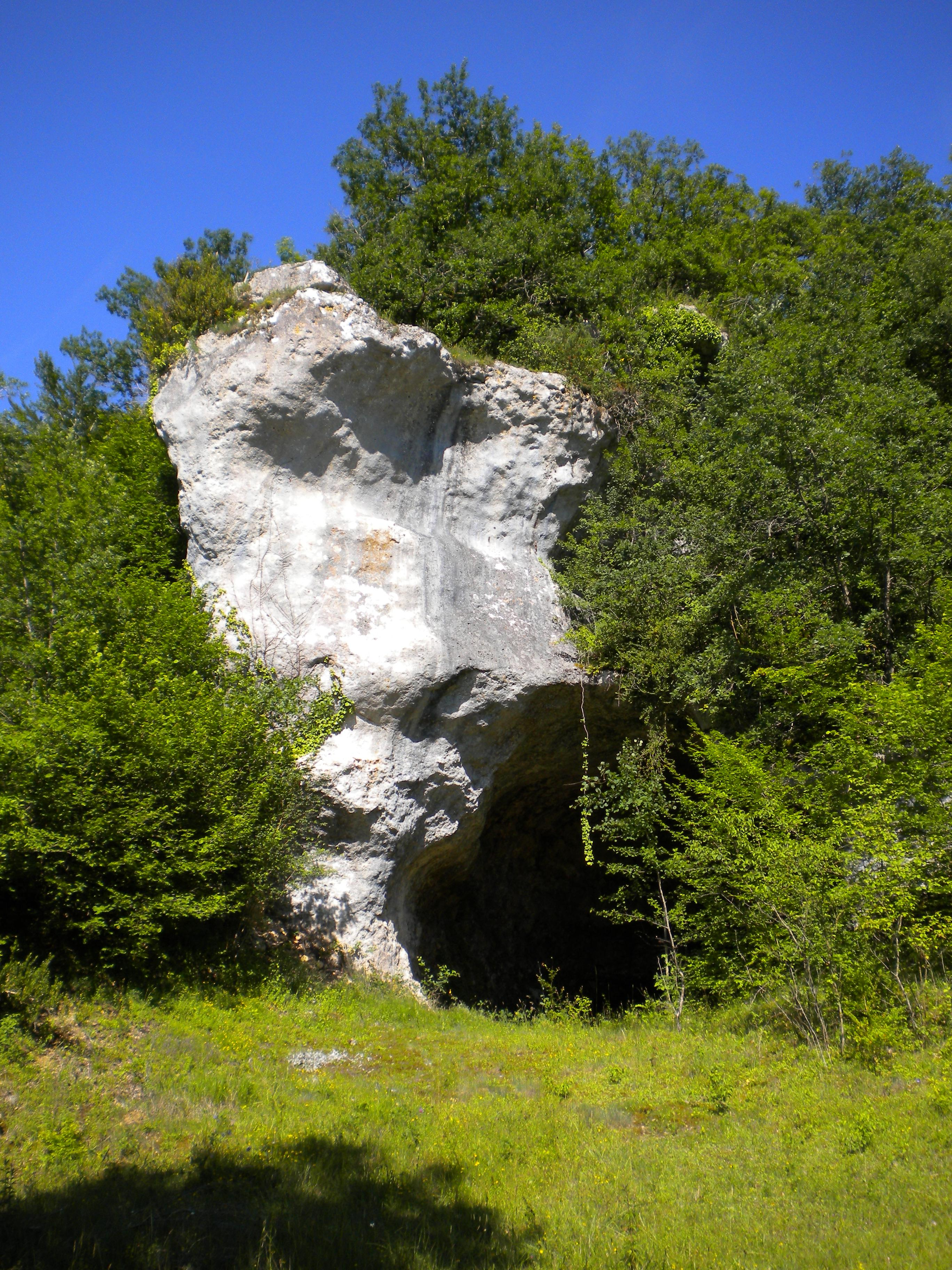
Abri de Tabaterie.
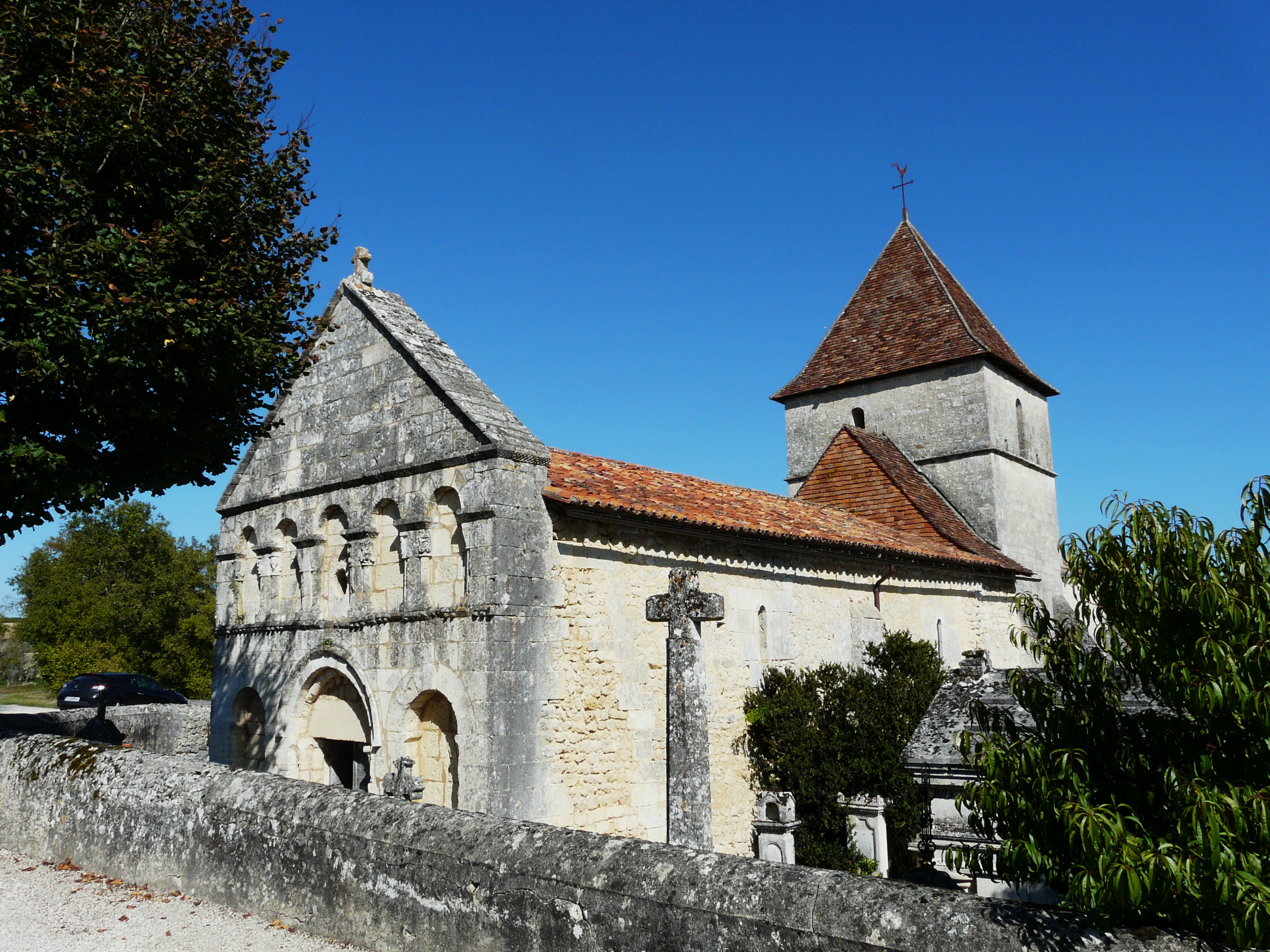
L'église de Boulouneix.
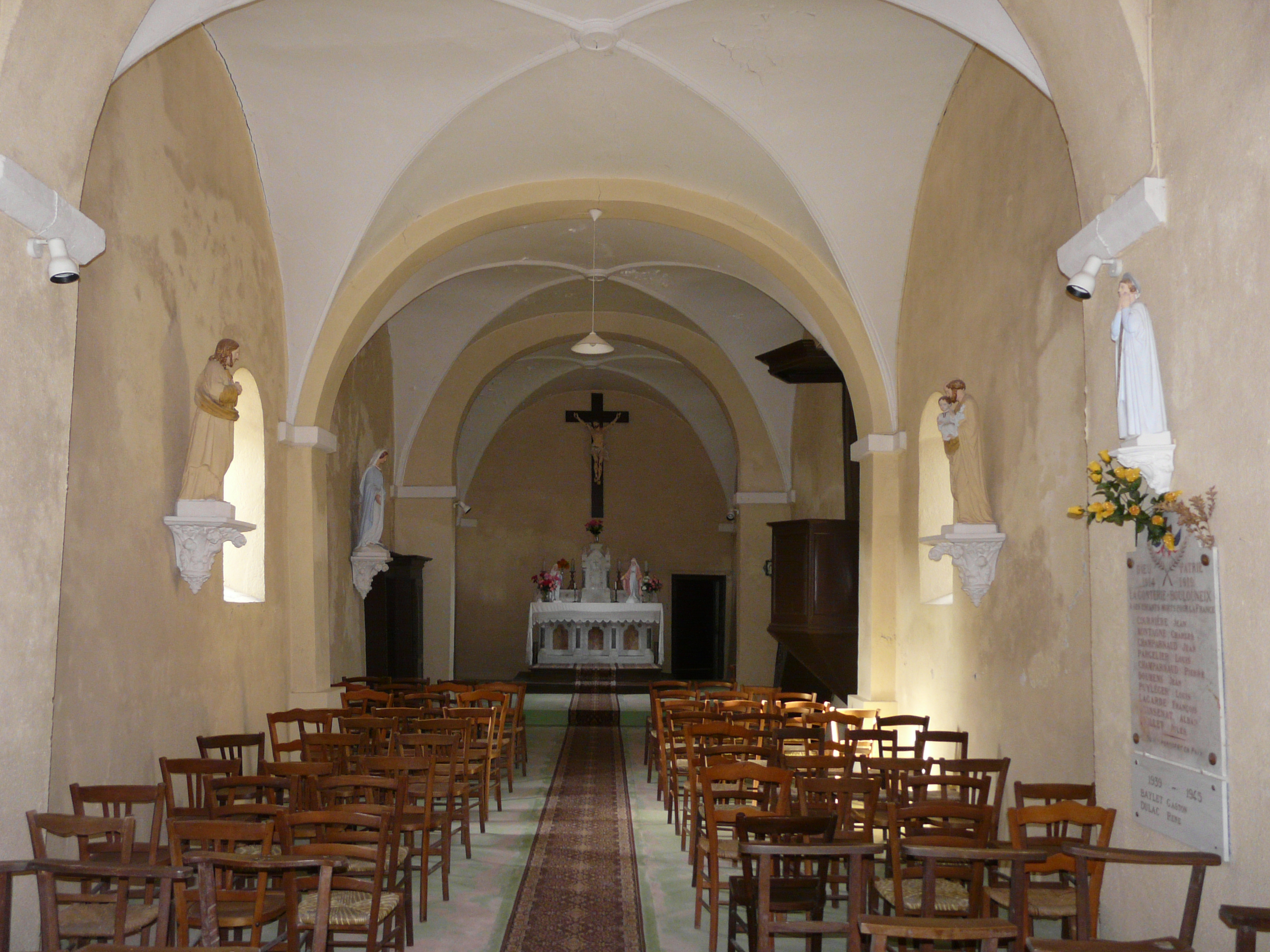
La nef de l'église de La Gonterie.
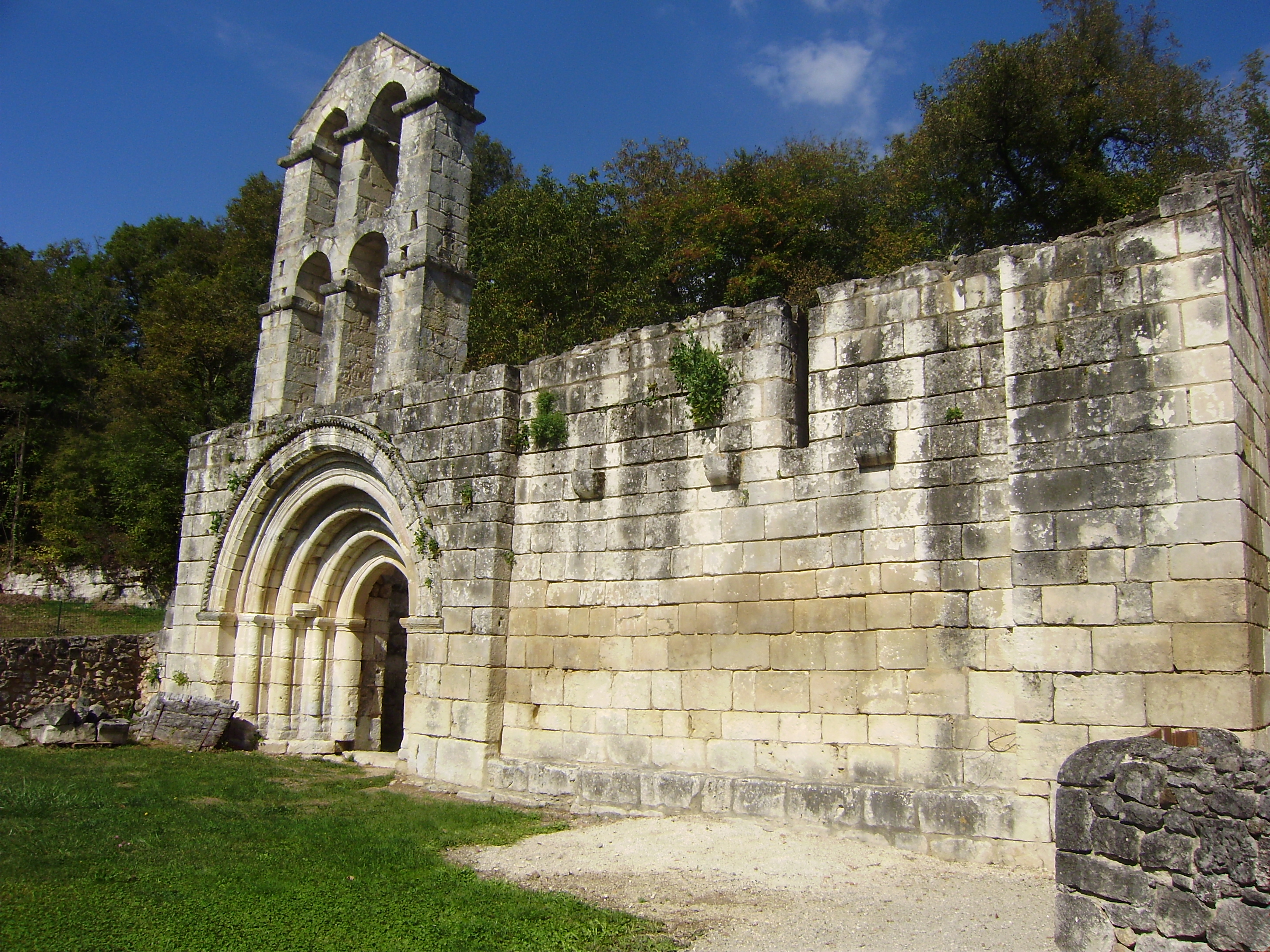
Le prieuré bénédictin de Belaygue.

### Distinctions culturelles
La Gonterie-Boulouneix fait partie des communes ayant reçu l’étoile verte espérantiste, distinction remise aux maires de communes recensant des locuteurs de la langue construite espéranto.

### Personnalités liées à la commune
Claude Vorilhon, dit Raël (1946-) : chef et fondateur de la secte des Raëliens, s'installe sur la commune en 1975 et dit y avoir rencontré les Élohim, qui seraient selon lui à l’origine de la vie sur Terre.